# زمین‌لرزه دسامبر ۱۹۷۰ پرو
زمین‌لرزه پرو  در تاریخ ۱۰ دسامبر ۱۹۷۰ میلادی، برابر با ‎۱۹ آذر ۱۳۴۹، ساعت ۴:۳۴:۳۹ به زمان یوتی‌سی در پرو رخ داد. ژرفای این زلزله ۱۹٫۵ کیلومتر بود. بزرگی آن ۷٫۱ در مقیاس Mw اعلام شده‌است. زمین‌لرزه به وقت محلی در روز چهارشنبه، ساعت ۲۳ روی داده و منطقه زمانی آن یوتی‌سی -۵ بوده‌است .
سازمان زمین‌شناسی آمریکا نیز جای این زمین‌لرزه را در مختصات ۴°۰۰′جنوبی ۸۰°۴۲′غربی / ۴°جنوبی ۸۰٫۷°غربی و بزرگی آنرا برابر با ۷٫۶ در مقیاس ریشتر اعلام کرده‌است. ژرفای گزارش شده از سوی این سازمان ۲۵ کیلومتر می‌باشد.
شمار کشتگان زلزله حدود ۸۱ نفر بوده‌است.تعداد زخمیان ۲۵۲ نفر برآورده شده‌است.